# 고호쿠촌 (나가노현)
고호쿠촌(일본어: 更北村)은 일본 나가노현 사라시나군에 설치되었던 촌이다. 현재의 나가노시 중남부에 해당한다.